# Всеобщие выборы в Коста-Рике (1958)
Всеобщие выборы в Коста-Рике проходили 2 февраля 1958 года для избрания президента Коста-Рики и 45 депутатов Законодательного собрания. В результате Марио Эчанди Хименес от Партии национального союза одержал победу на президентских выборах, а Партия национального освобождения выиграла парламентские выборы. Явка избирателей составила 64,7 %.

## Избирательная кампания
Марио Эчанди был единственным депутатом от фракции Партии национального союза в период 1953—1958 годов, и он находился в открытой оппозиции к законодательной фракции Партии национального освобождения и президенту Хосе Фигересу Ферреру. Во время вторжения 1955 года сторонники бывшего президента Рафаэля Анхеля Кальдерона и их международные союзники пытались вторгнуться на территорию Коста-Рики, но были успешно отражены правительством Фигереса Феррера. При этом Эчанди обвинили в том, что он был кальдеронистом и Кальдерон предлагал ему пост министра. Эчанди отрицал это, но Законодательное собрание провело расследование. Оппозиция, состоящая как из Партии национального союза Эчанди и Национальной республиканской партии Кальдерона, в знак протеста покинула Ассамблею. Тем не менее, Эчанди был оправдан, и прежние довоенные взаимоотношения начали меняться. Эчанди как кандидат от Национального союза пообещал разрешить Кальдерону и его семье, находившимся в изгнании в Мексике, вернуться в Коста-Рику и объявить всеобщую амнистию всем сторонникам Кальдерона. Это принесло ему поддержку кальдеронистов, которые всё ещё являлись мощной политической силой.
Но пока оппозиция объединялась, Партия национального освобождения, наоборот, разделялась. После первичных выборов, на которых победил один из основателей партии и один из лидеров революции 1948 года Франсиско Хосе Орлич, его оппонент Хорхе Росси покинул партию и основал новую Независимую партию. Как и ожидалось, уход Росси и его сторонников разделил голоса социал-демократов, и Эчанди выиграл выборы при поддержке кальдеронистов.
После победы Эчанди выполнил своё обещание и позволил Кальдерону и семье вернуться и объявил всеобщую амнистию для всех фракций.

## Результаты

### Президентские выборы
| Кандидат                             | Кандидат                             | Партия                               | Голосов | %    |
| ------------------------------------ | ------------------------------------ | ------------------------------------ | ------- | ---- |
|                                      | Марио Эчанди Хименес                 | Партия национального союза           | 102 851 | 46,4 |
|                                      | Франсиско Хосе Орлич Больмарсич      | Партия национального освобождения    | 94 788  | 42,8 |
|                                      | Хорхе Росси                          | Независимая партия                   | 23 910  | 10,8 |
| Недействительных/пустых бюллетеней   | Недействительных/пустых бюллетеней   | Недействительных/пустых бюллетеней   | 7 994   | -    |
| Всего                                | Всего                                | Всего                                | 229 543 | 100  |
| Зарегистрированных избирателей/ Явка | Зарегистрированных избирателей/ Явка | Зарегистрированных избирателей/ Явка | 358 661 | 64   |
| Источник: Nohlen; Election Resources |                                      |                                      |         |      |

### Парламентские выборы
|                                       |                                        |         |      |       |       |
| Партия                                | Партия                                 | Голоса  | %    | Места | +/-   |
|                                       | Партия национального освобождения      | 86 081  | 41,7 | 20    | -10   |
|                                       | Национальная республиканская партия    | 46 171  | 22,4 | 11    | +8    |
|                                       | Партия национального союза             | 44 125  | 21,4 | 10    | +9    |
|                                       | Независимая партия                     | 20 314  | 9,8  | 3     | новая |
|                                       | Революционный гражданский союз         | 6 855   | 3,3  | 1     | новая |
|                                       | Демократическое оппозиционное движение | 1 417   | 0,7  | 0     | новая |
|                                       | Демократическая партия                 | 939     | 0,5  | 0     | -11   |
|                                       | Партия демократического действия       | 614     | 0,3  | 0     | новая |
| Недействительных/пустых бюллетеней    | Недействительных/пустых бюллетеней     | 22 991  | -    | -     | -     |
| Всего                                 | Всего                                  | 229 543 | 100  | 45    | 0     |
| Зарегистрированных избирателей / Явка | Зарегистрированных избирателей / Явка  | 358 661 | 64   | -     | -     |
| Источники: TSE; Election Resources    |                                        |         |      |       |       |